# 顧祝同
顧 祝同（こ しゅくどう）は、中華民国の軍人。最終階級は国民革命軍・中華民国陸軍一級上将。陸軍総司令や参謀総長、国防部長などを歴任した。字は墨三。

## 事跡

### 初期の活動
地主の家庭に生まれる。1908年（光緒34年）、南京陸軍小学第5期生として入学した。辛亥革命が勃発すると、革命派の北伐先遣隊に参加した。袁世凱が臨時大総統に就任すると、南京陸軍小学に復学している。1913年（民国2年）7月の二次革命（第二革命）にも革命派として参戦したが、敗北後に帰郷した。
1914年（民国3年）、湖北陸軍第2予備軍官学校で2年学ぶ。その後、保定陸軍軍官学校第6期歩兵科に進学した。1919年（民国8年）の卒業後は、長江上遊陸軍総部や湖南省で軍務についた。しかし、翌年に病のため離脱している。
1921年（民国10年）、孫文が北伐を開始すると、顧祝同はこれに参加した。1924年（民国13年）には、黄埔軍官学校創設事業に取り組み、開校後は戦術教官となっている。以後、中国国民党による様々な戦いに従軍して軍功を重ねた。1926年（民国15年）12月には、福建省遠征での功績により、国民革命軍第3師師長に昇進した。1927年（民国16年）3月、軍を率いて南京に戻る。
北京政府軍との戦いでやはり軍功をあげて、同年秋には第9軍軍長に昇進した。その後も北伐で転戦し、1928年（民国17年）5月には、済南に駐屯した。しかし済南事件の勃発にともない、徐州へ撤退している。

### 国民革命軍の重鎮として
北伐終了後は、軍縮のために、顧祝同はいったん第1軍第2師師長となる。しかし、反蔣介石派との内戦で功績をあげ、1929年（民国18年）10月には第1軍軍長となった。その翌年10月には、8個師を率いる第16路軍総指揮となった。さらに、陸海空軍総司令部洛陽行営主任に異動している。
1931年（民国20年）5月には、南京警衛軍軍長兼第1師師長に任命された。このときに顧祝同は、ドイツ人顧問を招聘したり、ドイツの兵器を導入したりして、国民革命軍の強化に努めた。同年11月、中国国民党第4回全国代表大会で中央執行委員に選出される。また、江蘇省政府主席にも任じられた。
1933年（民国22年）の第5次中国共産党討伐（「囲剿」）では、北路軍総司令に任命され、その成功に貢献した。長征に向かった紅軍への追撃も行い、1934年（民国23年）11月、軍事委員会委員長四川行営主任に任命される。1936年（民国25年）6月には、貴州省政府主席兼全省保安司令となった。
西安事変後は、顧祝同は軍事委員会委員長西安行営主任に任命される。このとき、張学良の東北軍、楊虎城の第17路軍に対する再編を行った。また、国民政府の代表として、共産党代表の周恩来と数か月にわたり交渉を担当している。
日中戦争（抗日戦争）が勃発すると、顧祝同は第9集団軍総司令に任命された。1937年（民国26年）8月の第2次上海事変（「八・一三」淞滬抗戦）の際には、第3戦区副司令長官に任命され、司令長官馮玉祥を補佐した。翌年1月に顧祝同は第3戦区司令長官に昇進し（前年11月には江蘇省政府主席に再任）、汪兆銘（汪精衛）の南京国民政府への対応を担当した。
基本的に顧は、持久戦術をとり、南京国民政府との戦闘はできるだけ回避した。その一方で、1941年（民国30年）1月の皖南事変ではこれを主導して新四軍を殲滅し、同軍軍長葉挺を捕虜として重慶に護送した。1945年（民国34年）1月、軍事委員会委員長贛州行轅主任を兼任し、第7戦区と第9戦区も統制した。

### 国共内戦に敗北、その後
日中戦争終結後の1946年（民国35年）5月、顧祝同は、国防部陸軍総司令に昇進した。6月には、鄭州綏靖公署主任に任命され、国共内戦のために、30万の軍勢を率いて共産党側の中原解放区へ進撃した。しかし、攻撃は失敗に終わり、翌年3月には45万の軍で山東解放区を攻撃したが、これも失敗に終わる。
1948年（民国37年）秋に、顧祝同は国防部参謀総長となり、南進してくる中国人民解放軍を迎え撃った。しかし、やはり劣勢を挽回するには至らず、大陸の要地を次々と失陥した。追い詰められた顧は、1949年（民国38年）12月に西南軍政長官に任命されて最後の抵抗を試みている。しかし、わずか1月で敗北し、台湾へ逃れた。
台湾へ逃れてからも、蔣介石の命令により、密かに雲南省西部の蒙自県に潜入して遊撃基地を建設するなどしたが、効果はなかった。台湾では、参謀総長兼国防部長、総統府戦略顧問委員会副主任委員、国防会議秘書長、国民党中央評議委員会主席団主席などを歴任した。
1987年（民国76年）1月17日、台北で脳溢血により死去。享年95（満94歳）。